# Lijst van burgemeesters van New York
Lijst van burgemeesters van de Amerikaanse stad New York in de gelijknamige staat.

## Directeur-generaalvanNieuw-Amsterdam

### 1624-1664
| Cornelis May       | 1624-25 |  |
| Willem Verhulst    | 1625-26 |  |
| Peter Minuit       | 1626-33 |  |
| Wouter van Twiller | 1633-38 |  |
| Willem Kieft       | 1638-47 |  |
| Petrus Stuyvesant  | 1647-64 |  |

## BurgemeestervanNew York

### 1665-1766
| Thomas Willett          | 1665-66   |  |
| Thomas Delavall         | 1666-67   |  |
| Thomas Willett          | 1667-68   |  |
| Cornelius Van Steenwyck | 1668-71   |  |
| Thomas Delavall         | 1671-72   |  |
| Matthias Nicholls       | 1672-73   |  |
| John Lawrence           | 1673-75   |  |
| William Dervall         | 1675-76   |  |
| Nicholas De Mayer       | 1676-77   |  |
| Stephanus Van Cortlandt | 1677-78   |  |
| Thomas Delavall         | 1678-79   |  |
| Francis Rombouts        | 1679-80   |  |
| William Dyre            | 1680-82   |  |
| Cornelius Van Steenwyk  | 1682-84   |  |
| Gabriel Minvielle       | 1684-85   |  |
| Nicholas Bayard         | 1685-86   |  |
| Stephanus Van Cortlandt | 1686-88   |  |
| Peter Delanoy           | 1688-91   |  |
| John Lawrence           | 1691-92   |  |
| Abraham DePeyster       | 1692-94   |  |
| Charles Lodwik          | 1694-96   |  |
| William Merritt         | 1696-98   |  |
| Johanness De Peyster    | 1698-99   |  |
| David Provost           | 1699-1700 |  |
| Isaac De Reimer         | 1700-01   |  |
| Thomas Noell            | 1701-02   |  |
| Thomas Hood             | 1702      |  |
| Phillip French          | 1702-03   |  |
| William Peartree        | 1703-07   |  |
| Ebenezer Wilson         | 1707-10   |  |
| Jacobus Van Cortlandt   | 1710-11   |  |
| Caleb Heathcote         | 1711-14   |  |
| John Johnstone          | 1714-19   |  |
| Jacobus Van Cortlandt   | 1719-20   |  |
| Robert Walters          | 1720-25   |  |
| Johannes Jansen         | 1725-26   |  |
| Robert Lurting          | 1726-35   |  |
| Paul Richard            | 1735-39   |  |
| John Cruger             | 1739-44   |  |
| Stephen Bayard          | 1744-47   |  |
| Edward Holland          | 1747-57   |  |
| John Cruger Jr.         | 1757-66   |  |

### 1766-1866
| Whitehead Hicks             | 1766-76   |  |
| David Matthews              | 1776-84   |  |
| James Duane                 | 1784-89   |  |
| Richard Varick              | 1789-1801 |  |
| Edward Livingston           | 1801-03   |  |
| De Witt Clinton             | 1803-07   |  |
| Marinus Willett             | 1807-08   |  |
| De Witt Clinton             | 1808-10   |  |
| Jacob Radcliff              | 1810-11   |  |
| De Witt Clinton             | 1811-15   |  |
| John Ferguson               | 1815      |  |
| Jacob Radcliff              | 1815-18   |  |
| Cadwallader D. Colden       | 1818-21   |  |
| Stephen Allen               | 1821-24   |  |
| William Paulding Jr.        | 1825-26   |  |
| Philip Hone                 | 1826-27   |  |
| William Paulding Jr.        | 1827-29   |  |
| Walter Bowne                | 1829-33   |  |
| Gideon Lee                  | 1833-34   |  |
| Cornelius Van Wyck Lawrence | 1834-37   |  |
| Aaron Clark                 | 1837-39   |  |
| Isaac L. Varian             | 1839-41   |  |
| Robert Morris               | 1841-44   |  |
| James Harper                | 1844-45   |  |
| William Havemeyer           | 1845-46   |  |
| Andrew H. Mickle            | 1846-47   |  |
| William Brady               | 1847-48   |  |
| William Havemeyer           | 1848-49   |  |
| Caleb Smith Woodhull        | 1849-51   |  |
| Ambrose Kingsland           | 1851-53   |  |
| Jacob Westervelt            | 1853-55   |  |
| Fernando Wood               | 1855-58   |  |
| Daniel F. Tiemann           | 1858-60   |  |
| Fernando Wood               | 1860-62   |  |
| George Opdyke               | 1862-64   |  |
| Charles Gunther             | 1864-66   |  |

### 1866-1874
| John T. Hoffman    | 1866-68 |  |
| Thomas Coman       | 1868    |  |
| Abraham Oakey Hall | 1869-72 |  |
| William Havemeyer  | 1873-74 |  |
| Samuel Vance       | 1874    |  |

## Burgemeesters van New York (1875–heden)
| Nr.   | Burgemeester van New York Mayor of New York | Burgemeester van New York Mayor of New York | Burgemeester van New York Mayor of New York | Ambtstermijn      | Ambtstermijn      | Partij      | Verkiezing(en) |
| ----- | ------------------------------------------- | ------------------------------------------- | ------------------------------------------- | ----------------- | ----------------- | ----------- | -------------- |
| 81    |                                             | William Wickham                             | William Wickham (1832–1893)                 | 1 januari 1875    | 31 december 1876  | D           | 1874           |
| 82    |                                             | Smith Ely                                   | Smith Ely (1825–1911)                       | 1 januari 1877    | 31 december 1878  | D           | 1876           |
| 83    |                                             | Edward Cooper                               | Edward Cooper (1824–1905)                   | 1 januari 1879    | 31 december 1880  | D           | 1878           |
| 84    |                                             | William Grace                               | William Grace (1832–1904)                   | 1 januari 1881    | 31 december 1882  | O           | 1880           |
| 85    |                                             | Franklin Edson                              | Franklin Edson (1832–1904)                  | 1 januari 1883    | 31 december 1884  | D           | 1882           |
| 86    |                                             | William Grace                               | William Grace (1832–1904)                   | 1 januari 1885    | 31 december 1886  | O           | 1884           |
| 87    |                                             | Abram Hewitt                                | Abram Hewitt (1822–1903)                    | 1 januari 1887    | 31 december 1888  | D           | 1886           |
| 88    |                                             | Hugh John Grant                             | Hugh John Grant (1858–1910)                 | 1 januari 1889    | 31 december 1892  | D           | 1888           |
| 88    | 1890                                        | Hugh John Grant                             | Hugh John Grant (1858–1910)                 | 1 januari 1889    | 31 december 1892  | D           |                |
| 89    |                                             | Thomas Gilroy                               | Thomas Gilroy (1840–1911)                   | 1 januari 1893    | 31 december 1894  | D           | 1892           |
| 90    |                                             | William Strong                              | William Strong (1827–1900)                  | 1 januari 1895    | 31 december 1897  | R           | 1894           |
| 91    |                                             | Robert Van Wyck                             | Robert Van Wyck (1849–1918)                 | 1 januari 1898    | 31 december 1901  | D           | 1897           |
| 92    |                                             | Seth Low                                    | Seth Low (1850–1916)                        | 1 januari 1902    | 31 december 1903  | R           | 1901           |
| 93    |                                             | George McClellan jr.                        | George McClellan jr. (1865–1940)            | 1 januari 1904    | 31 december 1909  | D           | 1903           |
| 93    | 1905                                        | George McClellan jr.                        | George McClellan jr. (1865–1940)            | 1 januari 1904    | 31 december 1909  | D           |                |
| 94    |                                             | William Gaynor                              | William Gaynor (1849–1913)                  | 1 januari 1910    | 10 september 1913 | D           | 1909           |
| [ 2 ] |                                             | Ardolph Kline                               | Ardolph Kline (1858–1930)                   | 10 september 1913 | 31 december 1913  | R           | 1909           |
| 95    |                                             | John Mitchel                                | John Mitchel (1879–1918)                    | 1 januari 1914    | 31 december 1917  | R           | 1913           |
| 96    |                                             | John Hylan                                  | John Hylan (1868–1936)                      | 1 januari 1918    | 30 december 1925  | D           | 1917           |
| 96    | 1921                                        | John Hylan                                  | John Hylan (1868–1936)                      | 1 januari 1918    | 30 december 1925  | D           |                |
| [ 2 ] |                                             | William Collins                             | William Collins (1886–1961)                 | 30 december 1925  | 31 december 1925  | D           |                |
| 97    |                                             | Jimmy Walker                                | Jimmy Walker (1881–1946)                    | 1 januari 1926    | 1 september 1932  | D           | 1925           |
| 97    | 1929                                        | Jimmy Walker                                | Jimmy Walker (1881–1946)                    | 1 januari 1926    | 1 september 1932  | D           |                |
| [ 2 ] |                                             | Joseph McKee                                | Joseph McKee (1889–1956)                    | 1 september 1932  | 31 december 1932  | D           |                |
| 98    |                                             | John Patrick O'Brien                        | John Patrick O'Brien (1873–1951)            | 1 januari 1933    | 31 december 1933  | D           | 1932           |
| 99    |                                             | Fiorello La Guardia                         | Fiorello La Guardia (1882–1947)             | 1 januari 1934    | 31 december 1945  | R           | 1933           |
| 99    | 1937                                        | Fiorello La Guardia                         | Fiorello La Guardia (1882–1947)             | 1 januari 1934    | 31 december 1945  | R           |                |
| 99    | 1941                                        | Fiorello La Guardia                         | Fiorello La Guardia (1882–1947)             | 1 januari 1934    | 31 december 1945  | R           |                |
| 100   |                                             | William O'Dwyer                             | William O'Dwyer (1890–1964)                 | 1 januari 1946    | 31 augustus 1950  | D           | 1945           |
| 100   | 1949                                        | William O'Dwyer                             | William O'Dwyer (1890–1964)                 | 1 januari 1946    | 31 augustus 1950  | D           |                |
| 101   |                                             | Vincent Impellitteri                        | Vincent Impellitteri (1900–1987)            | 31 augustus 1950  | 31 december 1953  | D           |                |
| 101   | 1950                                        | Vincent Impellitteri                        | Vincent Impellitteri (1900–1987)            | 31 augustus 1950  | 31 december 1953  | D           |                |
| 102   |                                             | Robert Ferdinand Wagner jr.                 | Robert Ferdinand Wagner jr. (1910–1991)     | 1 januari 1954    | 31 december 1965  | D           | 1953           |
| 102   | 1957                                        | Robert Ferdinand Wagner jr.                 | Robert Ferdinand Wagner jr. (1910–1991)     | 1 januari 1954    | 31 december 1965  | D           |                |
| 102   | 1961                                        | Robert Ferdinand Wagner jr.                 | Robert Ferdinand Wagner jr. (1910–1991)     | 1 januari 1954    | 31 december 1965  | D           |                |
| 103   |                                             | John Lindsay                                | John Lindsay (1921–2000)                    | 1 januari 1966    | 31 december 1973  | R (1966–71) | 1965           |
| 103   | 1969                                        | John Lindsay                                | John Lindsay (1921–2000)                    | 1 januari 1966    | 31 december 1973  | R (1966–71) |                |
| 103   | D (1971–73)                                 | John Lindsay                                | John Lindsay (1921–2000)                    | 1 januari 1966    | 31 december 1973  |             |                |
| 104   |                                             | Abraham Beame                               | Abraham Beame (1906–2001)                   | 1 januari 1974    | 31 december 1977  | D           | 1973           |
| 105   |                                             | Ed Koch                                     | Ed Koch (1924–2013)                         | 1 januari 1978    | 31 december 1989  | D           | 1977           |
| 105   | 1981                                        | Ed Koch                                     | Ed Koch (1924–2013)                         | 1 januari 1978    | 31 december 1989  | D           |                |
| 105   | 1985                                        | Ed Koch                                     | Ed Koch (1924–2013)                         | 1 januari 1978    | 31 december 1989  | D           |                |
| 106   |                                             | David Dinkins                               | David Dinkins (1927–2020)                   | 1 januari 1990    | 31 december 1993  | D           | 1989           |
| 107   |                                             | Rudy Giuliani                               | Rudy Giuliani (1944)                        | 1 januari 1994    | 31 december 2001  | R           | 1993           |
| 107   | 1997                                        | Rudy Giuliani                               | Rudy Giuliani (1944)                        | 1 januari 1994    | 31 december 2001  | R           |                |
| 108   |                                             | Michael Bloomberg                           | Michael Bloomberg (1942)                    | 1 januari 2002    | 31 december 2013  | R (2002–07) | 2001           |
| 108   | 2005                                        | Michael Bloomberg                           | Michael Bloomberg (1942)                    | 1 januari 2002    | 31 december 2013  | R (2002–07) |                |
| 108   | O (2007–13)                                 | Michael Bloomberg                           | Michael Bloomberg (1942)                    | 1 januari 2002    | 31 december 2013  |             |                |
| 108   | 2009                                        | Michael Bloomberg                           | Michael Bloomberg (1942)                    | 1 januari 2002    | 31 december 2013  |             |                |
| 109   |                                             | Bill de Blasio                              | Bill de Blasio (1961)                       | 1 januari 2014    | 31 december 2021  | D           | 2013           |
| 109   | 2017                                        | Bill de Blasio                              | Bill de Blasio (1961)                       | 1 januari 2014    | 31 december 2021  | D           |                |
| 110   |                                             | Eric Adams                                  | Eric Adams (1960)                           | 1 januari 2022    | heden             | D           | 2021           |

1886 · 1897 · 1901 · 1903 · 1905 · 1909 · 1913 · 1917 · 1921 · 1925 · 1929 · 1932 · 1933 · 1937 · 1941 · 1945 · 1949 · 1953 · 1957 · 1961 · 1965 · 1969 · 1973 · 1977 · 1981 · 1985 · 1989 · 1993 · 1997 · 2001 · 2005 · 2009 · 2013 · 2017 · 2021 · 2025